# 加色丁禮天主教會

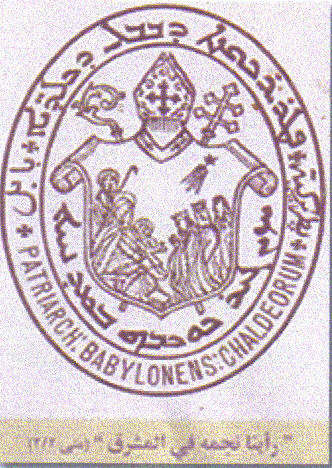
加色丁禮天主教會之牧徽

加色丁禮天主教會（英語：Chaldean Catholic Church，羅馬化：ʿītha kaldetha qāthuliqetha）是天主教會的一部分，為加色丁或東敘利亞禮拜儀式傳統的一個分支，是東儀天主教會的23個成員之一。該教會是完全與教宗共融的，直屬羅馬教廷。現任加色丁禮天主教巴比倫宗主教為類斯·辣法厄爾一世·薩科。

## 歷史
古老加色丁禮教會歷史與東方教會息息相關。東方教會發展於一世紀到三世紀的亞述，並採行敘利亞語為其儀式語言，最後隨著商旅路線傳教而產生各個分支。
1553年東方教會的部分信徒在西默盎八世‧若望‧蘇拉卡的帶領下與天主教會建立共融關係。首先他們被稱為亞述與摩蘇爾教會。在之後因為與被視為迦勒底人的後裔而又被改稱為加色丁禮天主教，雖然在今日的研究中沒有證據證明他們與之有關。
東方教會向東發展，並在唐朝時傳教至中國。另外，在美索不達米亞北部的迪亞巴克爾、沙赫普爾和摩蘇爾之間的一個三角地區中，:55該教會信徒大幅減少。

### 1552年代
直到1552年為止，宗主教由世襲所繼承的方式，受到當時數名管理迪亞巴克爾和沙赫普爾地區的主教所異議。而他們也對選出的西默盎八世‧若望‧蘇拉卡宗主教有一定的敵視。因此，他為了鞏固自己的宗主教權力，所以他決定前往羅馬見當時的教宗儒略三世。教會並與天主教會共融，及在1553年他被獲任為加色丁禮天主教會首任宗主教，名為西默盎八世。及他授予摩蘇爾及亞述宗主教的頭銜，但很快又改為加色丁禮宗主教。
後來，他在同一年回到美索不達米亞北部，並且在迪亞巴克爾建立該教會教座。但在之前已經有一些宗主教的黨羽，在亞勒辜須被處死。他並祝聖五名總主教，以幫助管理教會。因此，教會正式開始新的層次。而同時東正教會的影響力也由迪亞巴克爾快速向東發展。而它在很多地方已經固定了其影響力，它與東方亞述教會大公牧首教座康納克的距離也非常遠。
爾後蘇拉卡的繼承者與則教廷的關係又漸漸地疏遠了。最後一任教宗任命的宗主教在1600年去世，到了1692年加色丁禮和教廷的關係正式決裂，教會改宗進了東方亞述教會。

### 1672年後
1672年，加色丁禮正教會的迪亞巴克爾總主教若瑟一世，決定脫離亞勒辜須宗主教的管理，並改宗天主教。1681年，教廷正式任命他為宗主教，號稱失去其教座的宗主教（英語：patriarch of the Chaldeans deprived of its patriarch）。
而在他之後的四名宗主教也以「若瑟」為其宗主教的頭銜。但他們都有非常多的問題需要解決。例如在初期，他們需要決定是否保持教會的傳統，當時他們則以法律上的角度來決定。另外，在之後鄂圖曼帝國對該教會收稅款，使教會造成財政上的困難。儘管如此，其影響力已擴展至教會最初的發源地迪亞巴克爾和馬爾丁，並向著摩蘇爾發展。在1830年代，東方亞述教會更一度與天主教會共融，而加色丁禮天主教會也同時與亞勒辜須牧首合併。

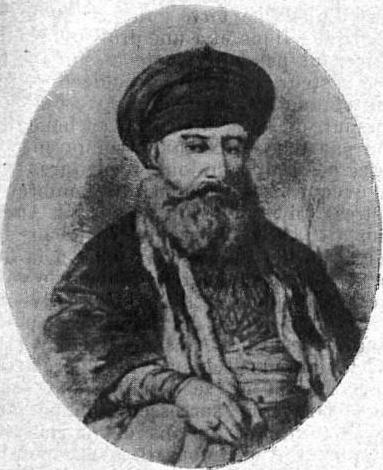
Yohannan Hormizd牧首

### 共融時期
東方亞述教會更於1610年至1617年之間的短暫時間中，與天主教會交流。及於1771年，Eliya Denkha牧首與天主教會簽署信仰宣誓文件。但沒有正式建立共融的關係。在Eliya denkha去世後，其兩名堂親爭奪牧首地位的繼承權。其中的Eliya Isho-Yab's獲得教廷承認但是否認自己的天主教信仰。另一位Yohannan Hormizd雖不受教庭承認，卻以天主教徒自稱
。
在1804年Eliya Isho-Yab's死後，Yohannan Hormizd仍然管理唯一的亞勒辜須。因此，有兩個牧首教區與羅馬教廷共融。其中一個是較大的城市亞勒辜須和由Joseph V Augustine Hindi宗主教牧養的迪亞巴克爾。但是教廷沒有在兩位候選人之間選擇新任的宗主教。雖然如此，若瑟五世仍然在1811年至1827年閒，實際管理該教會。當若瑟五世在1827年死後不久，的1830年教廷並將兩個牧首教區亞勒辜須和迪亞巴克爾合併管理。
另一方面，由西默盎派所領導的教會則仍然保持獨立的管理，沒有與天主教會共融。它的教座設立在今天土耳其的康納克，而它就是發展至今天的東方亞述教會，它並被視為東方基督教會的其中一個分支。

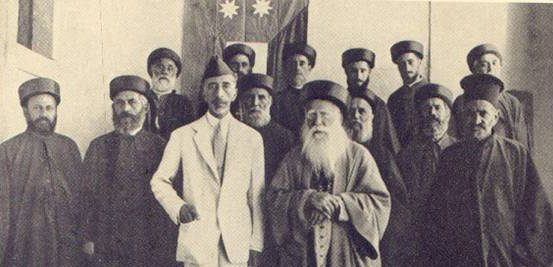
費薩爾一世與加色丁禮主教和Yousef VI Emmanuel II Thomas宗主教

### 十九世紀
而該教會在之後的時間，都受到不同情度的迫害。例如：在1838年，在Rabban Hormizd修道院和亞勒辜須鎮遭到庫德人的嚴重襲擊，造成數百名敘利亞藉基督徒死亡。:32及後，於1843年，庫德人開始得到大量的金錢，因為他們可以在基督徒所居住的村莊內，殺害那些拒絕信仰伊斯蘭教的人。他們殺死過萬名基督徒，並破壞了Rabban Hormizd修道院壁畫。:298.
於1846年，鄂圖曼帝國正式承認加色丁禮教會為，該國合法宗教團體米利特。 該教會在19世紀有一位非常出名的宗主教Joseph VI Audo。他更和教宗庇護九世發生衝突，而主因是他試圖擴展該教會在印度的敘利亞-瑪拉巴禮天主教會的影響力。
早在20世紀，俄羅斯正教會的傳教士已經在北亞述地區設立兩個教區。這些信徒認為俄羅斯保護他們，相比英國和法國更好。:36因為在當時第一次世界大戰，他們希望俄羅斯的支持可以從而反抗鄂圖曼帝國。於1914年11月4日，鄂圖曼帝國三巨頭之首恩維爾·帕夏宣布基督教發動聖戰。:161. 但由於1917年，俄羅斯的十月革命使建立第一個共產黨國家蘇聯，而同時蘇聯停止了對他們的支持。鄂圖曼帝國軍隊立即攻佔北亞述地區，並使他們被迫逃離該地區，還令他們受到冬季的寒冷和飢餓。當中最受影響的是東方亞述教會和加色丁禮天主教教區。:37

### 二十一世紀
2006年10月21日該教會在大洋洲設立雪梨聖多默教區。 而且有大量的移民遷往到美國，其中主要居住在密歇根州東南部地區。另外，在加州和亞利桑那州也有他們的社區。加拿大東部各省近年也有大量的移民湧入及建立社區，例如在安大略省和西部的薩斯喀徹溫省。於2008年，有一千戶東方亞述教會的家庭與天主教會共融，並進入加色丁禮天主教會。教宗本篤十六世於2011年6月10日成立加色丁禮天主教多倫多聖亞岱教區，並任命漢納‧佐拉為首任教區主教。

### 在伊拉克的迫害

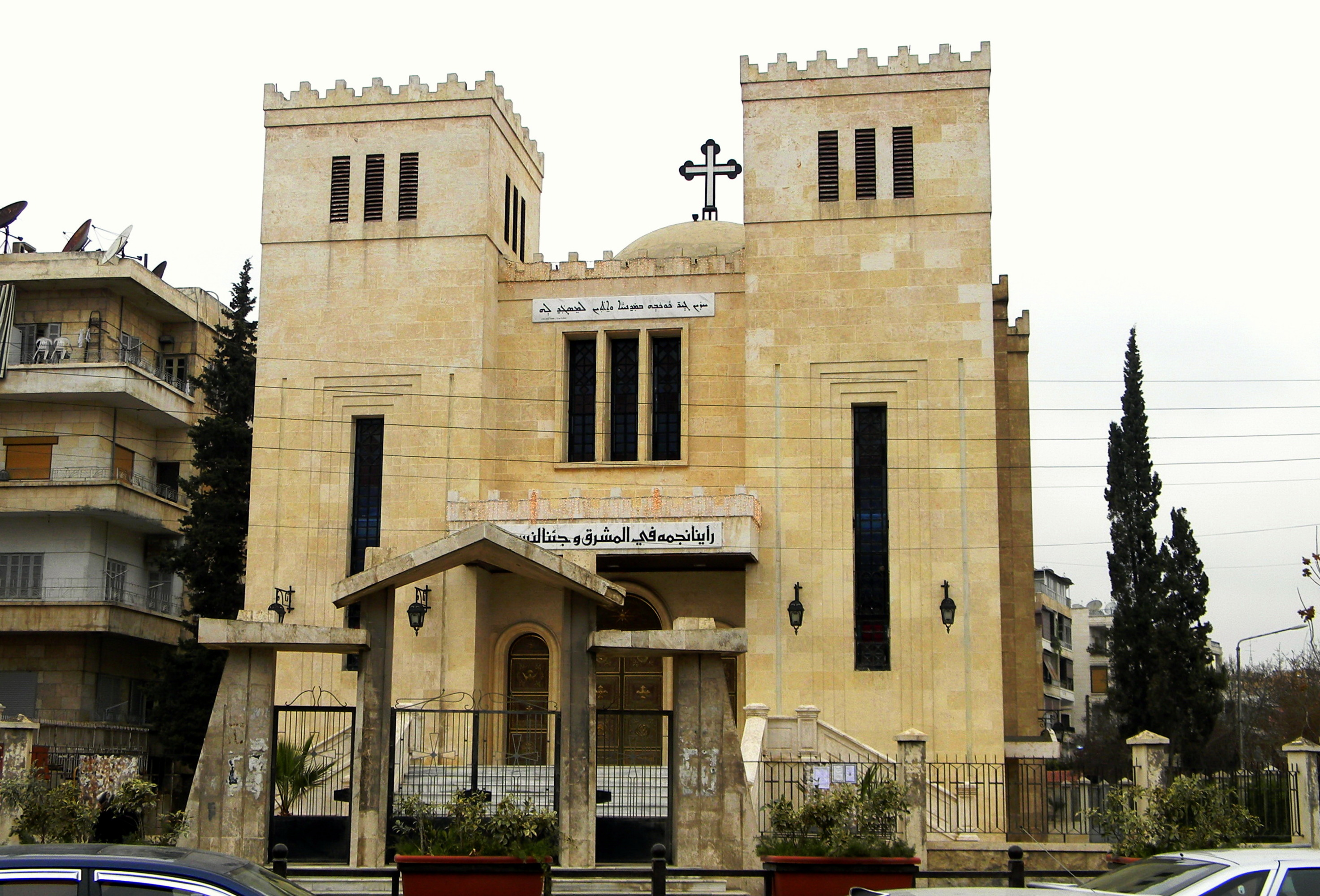
阿勒頗教區的聖若瑟主教座堂

加色丁禮天主教徒和其他較細的宗教團體，自2003年以來一直受到迫害。其中包括綁架和殺害其宗教領袖。如果他們不放棄他們的家庭和企業，他們會受到暴力和死亡的威脅。並炸掉或破壞其教堂和其它宗教場所。而這一切都是因為伊拉克國內的反基督教情緒不斷上升有關。

## 與普世教會關係
東方亞述教會近年來和天主教會的關係有所改善。教宗若望·保祿二世和東方亞述教會牧首丁克哈四世·康翰昂尼亞，於1994年更簽署一份共同的基督徒宣言。於2001年7月20日，教廷發放了一件文件，與東方亞述教會，定立名為加色丁禮天主教會與東方亞述教會之間的聖體聖事入門指南（英語：Guidelines for admission to the Eucharist between the Chaldean Church and the Assyrian Church of the East）。

## 現況

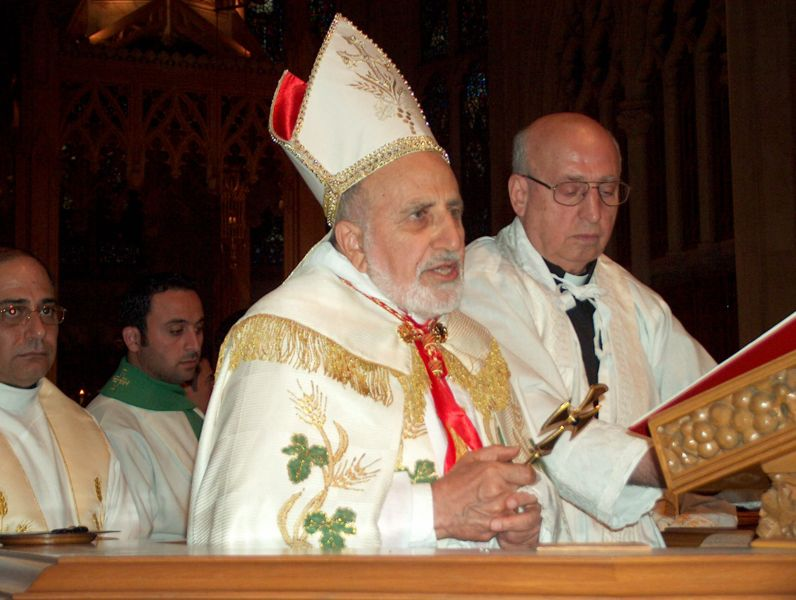
2014年4月8日去世的宗主教埃馬努埃爾三世·德利樞機

現在，加色丁禮天主教會教座位於伊拉克的首都巴格達。教會在伊拉克、伊朗、黎巴嫩、埃及、敘利亞、土耳其和美國，設立了25個宗主教區、都主教區、總教區、教區和宗主教直轄區。教會由加色丁禮天主教巴比倫宗主教帶領十七個主教和約500,009名信徒。而在信徒中，絕大部分都是亞述人。現在該教會主要使用敘利亞語和亞拉姆語，作為禮儀中的主要語言。

## 教區

### 宗主教區
- 加色丁禮天主教巴比倫宗主教區

### 都主教區
| - 加色丁禮天主教巴格達總教區 - 加色丁禮天主教基爾庫克總教區 | - 加色丁禮天主教德黑蘭總教區 - 加色丁禮天主教烏爾米耶總教區 |

### 總教區
| - 加色丁禮天主教巴斯拉總教區 - 加色丁禮天主教埃爾比勒總教區 | - 加色丁禮天主教摩蘇爾總教區 - 加色丁禮天主教阿瓦士總教區 - 加色丁禮天主教迪亞巴克爾總教區 |

### 教區
| - 加色丁禮天主教扎胡教區 - 加色丁禮天主教蘇萊曼尼亞教區 - 加色丁禮天主教阿馬迪耶教區 - 加色丁禮天主教阿格拉教區 - 加色丁禮天主教艾勒高什教區 - 加色丁禮天主教沙赫普爾教區 | - 加色丁禮天主教阿勒頗教區 - 加色丁禮天主教貝魯特教區 - 加色丁禮天主教開羅教區 - 加色丁禮天主教底特律教區 - 加色丁禮天主教聖迭戈教區 - 加色丁禮天主教多倫多教區 - 加色丁禮天主教雪梨教區 |

### 宗主教直轄區
| - 加色丁禮天主教宗主教耶路撒冷直轄區 | - 加色丁禮天主教宗主教約旦直轄區 |

## 外部連結
- 加色丁禮天主教會彌撒時間
- 加色丁禮天主教會（页面存档备份，存于） - 由網站 天主教中東福利協會
- 加色丁禮天主教伯多祿教區
- 天主教會 (德國)
- 東敘利亞禮（页面存档备份，存于） (天主教百科全書)
- 加色丁禮天主教會歷史
- Qambel Maran- Syriac chants from South India- a review and liturgical music tradition of Syriac Christians revisited（页面存档备份，存于）
- 加色丁禮聖保祿亞述教會